# Stiftung Orte der deutschen Demokratiegeschichte
Die Stiftung Orte der deutschen Demokratiegeschichte ist eine bundesunmittelbare rechtsfähige Stiftung des öffentlichen Rechts mit Sitz in Frankfurt am Main, die am 23. Juli 2021 entstand. Sie bezweckt, die Auseinandersetzung in Gesellschaft, Bildungseinrichtungen und Wissenschaft mit der deutschen Demokratiegeschichte zu fördern. Dabei vermittelt sie die Bedeutung und den Wert einer freiheitlichen demokratischen Grundordnung für ein funktionierendes stabiles und gerechtes Gemeinwesen. Die Stiftung soll auch regelmäßig an Orten der deutschen Demokratiegeschichte, insbesondere in den mit der demokratischen Verfassungsentwicklung in Deutschland eng verknüpften Städten Weimar und Bonn, Veranstaltungen durchführen.
Als Gründungsdirektor der Stiftung wurde Kai-Michael Sprenger berufen. Sprenger studierte Geschichte, Latein, Germanistik und Pädagogik in Mainz, Glasgow sowie Pavia. Sein Studium schloss er mit einer Promotion über „Wahrnehmung und Bewältigung des Alexandrinischen Schismas in Reichsitalien (1159–1177)“ ab. Von 2016 bis 2023 leitete er das Referat für Archive, Bibliotheken, Nichtstaatliche Museen, Landesgeschichte, Heimatpflege und Digitalisierung der Kultur im rheinland-pfälzischen Ministerium für Familie, Frauen, Kultur und Integration. Neben kuratorischen Tätigkeiten ist er in zahlreichen Beiräten vertreten.